# Natia Todua
Natia Todua (georgisch ნათია თოდუა; * 12. März 1996 in Tiflis) ist eine georgische Sängerin. Sie gewann 2017 die siebte Staffel von The Voice of Germany.

## Leben
Toduas Eltern studierten Betriebswirtschaftslehre und flohen nach dem Krieg in Abchasien 1992–1993 nach Tiflis, wo Natia Todua 1996 geboren wurde. Als sie zwei Jahre alt war, zogen ihre Eltern mit ihr und ihrer drei Jahre älteren Schwester zurück in ihre Heimat, der Rajon Gali in Abchasien. Dort wuchs sie im Grenzort Nabakewi auf. Nach ihrer Schulzeit zog sie mit ihrer Schwester nach Tiflis, wo sie an der Kaukasus-Universität Wirtschaftswissenschaften studierte. Sie beendete das Studium aber nicht. In Tiflis hörte sie erstmals Jazz und Blues. Bei einem Nachwuchs-Wettbewerb lernte sie die Band Wakis Parki kennen, die sie als Background-Sängerin, später auch als Solistin beschäftigte. Zwei Jahre nach Todua zogen auch ihre Mutter und ihr jüngerer Bruder nach Tiflis, ihr Vater blieb in Abchasien. Erfolglos blieben ihre Teilnahmen an The X Factor in Georgien (2014) und in der Ukraine (2015).
Todua kam im August 2016 mit einem Au-pair-Visum nach Deutschland und arbeitete in München und Kirchheim unter Teck. Um nach der erfolgreichen Blind Audition weiter an The Voice of Germany 2017 teilnehmen zu können, belegte sie einen Intensiv-Deutschkurs, um ihr Visum um ein Jahr zu verlängern. Bei ihrer Blind Audition erhielt sie alle vier Jurystimmen und entschied sich für Samu Haber, der sie bis zum Sieg begleitete.
Sie lebte bei einem deutsch-georgischen Ehepaar in Bruchsal und hatte dort auch Musikunterricht. Als Ziel gab sie vor ihrem Sieg bei The Voice of Germany ein Studium an der Popakademie Baden-Württemberg in Mannheim an. Am 22. Februar 2018 nahm sie an Unser Lied für Lissabon, der deutschen Vorentscheidung zum Eurovision Song Contest 2018 teil. Dafür wurde ihre erste Single My Own Way am 20. Februar 2018 veröffentlicht. Sie belegte den sechsten und damit letzten Platz.
2019 und 2020 saß sie in der Jury von Georgian Idol, dem georgischen Pendant zu DSDS.
Im Jahr 2019 veröffentlichte sie die erste EP Miss You mit sechs Titeln, die in Zusammenarbeit mit Jool und anderen Künstlern entstanden. Mehrmals war sie auf Festivals live zu sehen, so 2021 und 2022 auf dem Blues- und Jazzfestival Bamberg, auf dem Jazzopen Stuttgart 2022 und dem SummerJazz Pinneberg 2023. Im Oktober 2023 spielte sie mit ihrer Band das erste Konzert in Berlin.
Im September 2022 war Todua als Teil der Dokumentation Pulverfass Kaukasus: Kampf um Georgien über Abchasien, Südossetien und Georgien nach dem Kaukasuskrieg 2008 zu sehen, die bei ZDFinfo ausgestrahlt wurde.
Im Jahr 2023 wurde sie Mutter eines Sohnes. Sie lebt in Berlin.

## Diskografie
Singles
- 2018: My Own Way
- 2019: Georgia
- 2021: Believe
- 2021: Love Letter
- 2022: Magnolia
- 2023: Feelings
- 2023: Love you like a love song baby

EPs
- 2019: Miss you (mit Something, Love Letter, Is It Love, I Want Love, I Miss You und Georgia)